# Clara Campoamor
Carmen Eulalia Campoamor Rodríguez, bekend als Clara Campoamor (Madrid, 12 februari 1888 – Lausanne, 30 april 1972) was een Spaans advocaat, schrijfster, politica en verdedigster van de rechten van Spaanse vrouwen. Tijdens de Tweede Republiek richtte ze de Unión Republicana Femenina en was een van de belangrijkste voorstanders van het vrouwenkiesrecht in Spanje, dat werd opgenomen in de grondwet van 1931 en voor het eerst werd uitgeoefend bij de verkiezingen van 1933. Door de burgeroorlog moest ze Spanje ontvluchten en stierf in ballingschap in Zwitserland.
In 1898, op tienjarige leeftijd, leidde de dood van haar vader ertoe dat Clara schoolstudies moest opgeven om mee te helpen in het gezin en mee inkomen te verwerven voor het gezin. Ze werkte als kleermaakster, handelsbediende en telefoniste. 
Later werd ze de secretaresse van Salvador Cánovas Cervantes, de directeur van de conservatieve krant La Tribuna. Het was werk dat haar interesse voor politiek aanwakkerde. Ze publiceerde zelfs haar eerste artikelen in 1920. Daar ontmoette ze ook de schrijfster Eva Nelken die zich ook inzet voor vrouwenrechten. Het was in deze tijd dat Campoamor geïntroduceerd raakte in de intellectuele kringen van Madrid en in contact kwam met feministische activisten zoals de suffragette Carmen de Burgos. Ze begonnen samen te werken in verschillende feministische verenigingen, Campoamor gaf lezingen en schreef voor de pers. 
In 1920 begon ze aan haar baccalaureaatsstudie die ze succesvol afwerkte, en schreef zich aansluitend in aan de Faculteit der Rechtsgeleerdheid van de Complutense-universiteit van Madrid, waar ze op 19 december 1924 afstudeerde. Op 36-jarige leeftijd werd ze een van de weinige Spaanse vrouwelijke advocaten van die tijd en ging ze haar beroep uitoefenen. 
Na haar afstuderen als advocaat in 1924 nam ze ook deel aan de oprichting van twee beroepsgroepen: de 
Federación Internacional de Mujeres de Carreras Jurídicas en het Instituto Internacional de Uniones Intelectuales.
In 1925 werd ze de tweede vrouw die lid werd van de Orde van Advocaten van Madrid, een maand na Victoria Kent. Ze was de eerste vrouwelijke advocaat die een zaak verdedigde voor het Hooggerechtshof. Ze werd opgenomen in de raad van bestuur van het Ateneo de Madrid.
Bij de parlementsverkiezingen van 1931 werd ze verkozen als volksvertegenwoordiger in de Cortes republicanas, ook gekend als het Congreso de los Diputados (bestond van 1931 tot 1939), een parlement met een enkele kamer en voorloper van de Cortes Generales. Ze zetelde van 1931 tot 1933 voor het district van Madrid als lid van de Partido Republicano Radical en was de eerste vrouw die het congres toesprak. Vrouwen konden verkozen worden als volksvertegenwoordiger maar konden pas vanaf 1933 zelf stemmen. Ze werd als parlementair tevens de eerste Spaanse vrouw die de Volkenbond, de antecedent van de huidige VN, toesprak. Tijdens de periode van de Constituerende Cortes van 1931 was ze lid van de commissie die de grondwet van de nieuwe Republiek uitwerkte, bestaande uit eenentwintig afgevaardigden. In dit orgaan streed ze voor non-discriminatie op grond van geslacht, wettelijke gelijkheid van zonen en dochters geboren in en buiten het huwelijk, echtscheiding en algemeen kiesrecht, vaak "vrouwenkiesrecht" genoemd. Binnen de commissie haalde ze haar aandachtspunten binnen, met uitzondering van het vrouwenkieskrecht dat in de plenaire vergadering van de Cortes moest verworven worden. Daar was, met de steun van de socialisten, een meerderheid van 161 tegen 121 stemmen voor het algemeen stemrecht, evenwel met tegenstemmen vanuit haar eigen partij. In 1932 kon ze ook nog wetgeving doordrukken die de echtscheiding regelde. Bij de verkiezingen van 1933 werd ze evenwel niet herkozen. Haar ervaringen als volksvertegenwoordiger stelde ze in 1936 te boek in Mi pecado mortal. El voto femenino y yo.
Bij het uitbreken van de Burgeroorlog, en uit angst voor represailles van de rebellen, ging ze in ballingschap in Lausanne, waar ze als vertaler werkte. Na de overwinning van Franco werd ze vervolgd als vrijmetselaar, waarvoor ze tot twaalf jaar gevangenisstraf zou zijn veroordeeld als ze naar Spanje was teruggekeerd.
Tijdens haar ballingschap combineerde ze haar werk met het schrijven van verschillende werken over feminisme en haar ervaring op politiek gebied. In Parijs publiceerde ze La revolución española vista por una republicana, waarin ze vertelt over haar ervaringen in Madrid, waarbij ze zich kritisch toont voor de republikeinen. Ze woonde ook meer dan tien jaar in Buenos Aires, waar ze haar brood verdiende met het vertalen, doceren en schrijven van biografieën (van Concepción Arenal, slotzuster Juana Inés de la Cruz, Francisco de Quevedo...). Ze probeerde terug te keren naar Spanje in de late jaren 1940, maar gaf het op toen ze hoorde dat ze nog steeds werd vervolgd voor haar lidmaatschap van een vrijmetselaarsloge.
In 1955 vestigde ze zich terug in Lausanne waar ze in een advocatenkantoor werkte totdat ze haar zicht verloor. Ze overleed op 30 april 1972 aan kanker. Omdat haar lichaam niet naar Spanje mocht worden overgebracht, moest ze worden gecremeerd, en werd haar as clandestien naar haar vaderland gebracht naar het Cementerio de Polloe, de begraafplaats van San Sebastián in Gipuzkoa. Daar liggen haar stoffelijke resten tot op de dag van vandaag bewaard in het pantheon van de familie Monsó Riu, omdat Clara Campoamor peetmoeder van de familie was.

## Eerbetoon

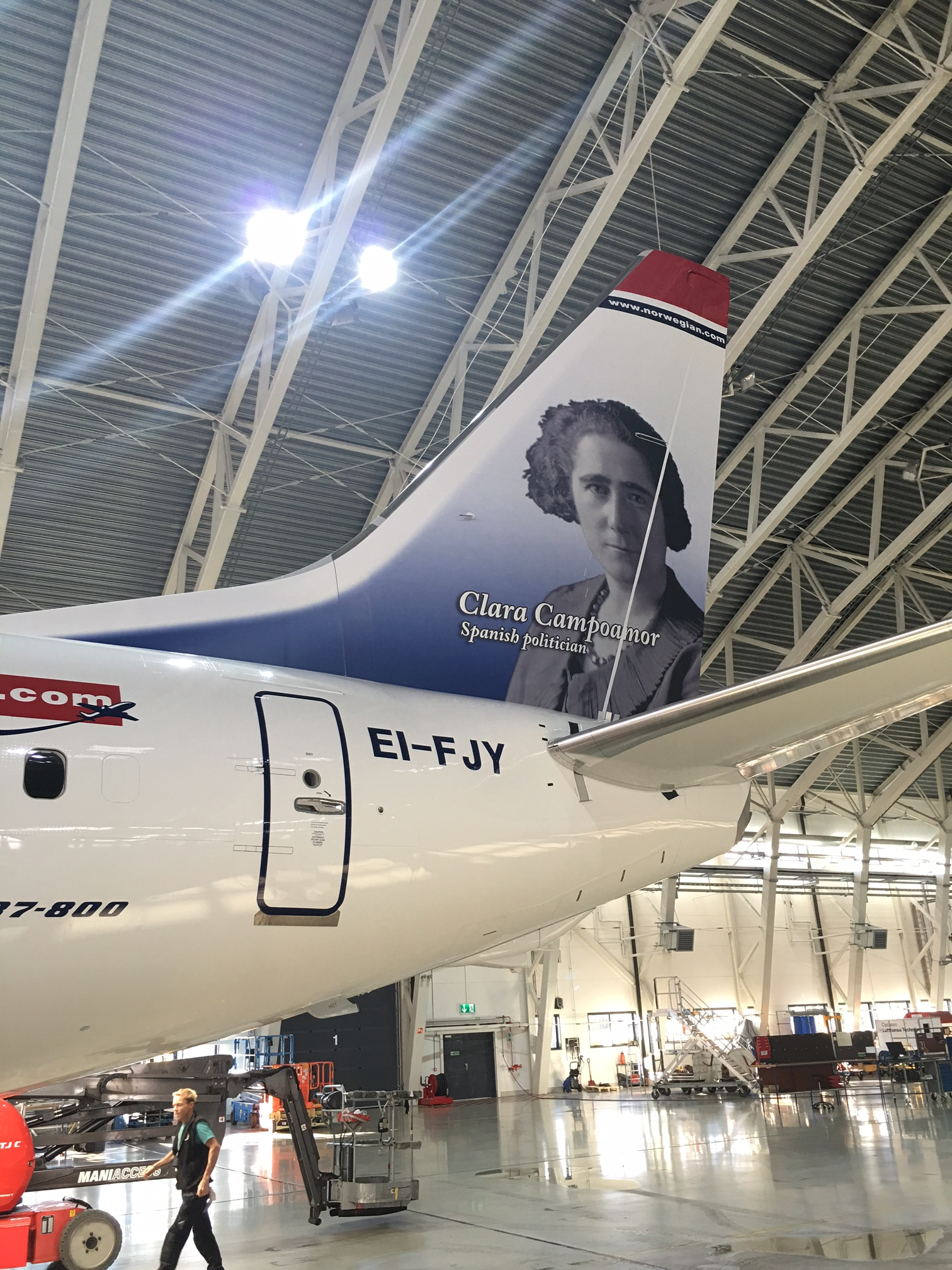
toestel van Norwegian genaamd Clara Campoamor

Na de Spaanse overgang naar de democratie waren er veel huldebetuigingen en werd haar bijdrage aan de Spaanse maatschappij erkend. Verschillende instituten, scholen, culturele centra, vrouwenverenigingen, parken en straten werden ter ere van Campoamor hernoemd. 
In Barcelona is bij voorbeeld er sinds 1994 een publiek park, genaamd los Jardines de Clara Campoamor, gelegen langs de Avinguda Diagonal in de wijk Les Corts.
In 2016 noemde Norwegian een van zijn nieuwe Boeing 737 Next Generation 737-800 toestellen (EI-FJY) naar haar met haar foto op beide zijden van de verticale stabilisator. Het toestel bleef tot 2020 in dienst.
Sinds 2020 is een van de twee grote Madrileense treinstations naar haar vernoemd, het Station Madrid-Chamartín-Clara Campoamor. Op de Internationale Vrouwendag van 2021 besloot het Europees Parlement een van zijn kantoorgebouwen in de Brusselse Europese wijk haar naam te geven. Het Clara Campoamorgebouw, opgeleverd in 2018, bevindt zich in de Montoyerstraat 63 en huisvest een opleidingscentrum met auditorium en opleidingslokalen van het Europees Parlement.
- Biblioteca Nacional de España: XX1091163
- Bibliothèque nationale de France: cb127077248 (data)
- Catàleg d'autoritats de noms i títols de Catalunya: 981058527606306706
- CiNii: DA16215458
- Gemeinsame Normdatei: 118909029
- International Standard Name Identifier: 0000 0000 6301 5817
- Library of Congress Control Number: n83011379
- Nationale Bibliotheek van Tsjechië: xx0268269
- Nationale bibliotheek van Australië: 35744290
- Nationale Bibliotheek van Israël: 987007273964705171
- Nederlandse Thesaurus van Auteursnamen: 070705801
- Système universitaire de documentation: 075057867
- Trove: 1067502
- Virtual International Authority File: 17346044
- WorldCat: E39PBJgd4bwbvRggjVwmTyCqQq